# نهج الهوية الاجتماعية
يشير مصطلح نهج الهوية الاجتماعية إلى أبحاث ونظريات متعلقة بنظرية تصنيف الذات ونظرية الهوية الاجتماعية و هما نظريتان متداخلتان، ولكن تعتبران مستقلتين، وقد تم تطبيق نهج الهوية الاجتماعية على مجموعة واسعة من المجالات، وما زال تأثيره كبيرًا. تحظى الأوراق الأساسية المتعلقة بالهوية الإجتماعية  بنسبة عالية من الإستشهادات، وما زال هذا المعدل في تزايد مستمر. 

## مكونات الهوية الاجتماعية
- الانتماء الجماعي: يشير إلى كيفية تعريف الأفراد لأنفسهم من خلال المجموعات التي ينتمون إليها.
- التمايز الاجتماعي: يتعلق بكيفية تمييز الأفراد لمجموعاتهم عن المجموعات الأخرى، مما يؤدي إلى تعزيز الهوية الجماعية.
- الاستجابة الاجتماعية: كيف يتفاعل الأفراد مع الآخرين بناءً على هويتهم الاجتماعية، بما في ذلك التحيزات والتمييز.

- السلوكيات الاجتماعية: تؤثر الهوية الاجتماعية على كيفية تصرف الأفراد في المواقف الاجتماعية، بما في ذلك التعاون، والصراع، والتنافس.
- التصورات الذاتية: تلعب الهوية الاجتماعية دورًا في تشكيل كيفية رؤية الأفراد لأنفسهم، مما يؤثر على تقديرهم لذاتهم.
- التفاعلات بين المجموعات: يمكن أن تؤدي الهوية الاجتماعية إلى تعزيز الروابط داخل المجموعة، ولكنها قد تؤدي أيضًا إلى التوترات والصراعات بين المجموعات المختلفة.

- التعليم: يمكن استخدام نهج الهوية الاجتماعية لفهم كيفية تأثير الهوية على أداء الطلاب وتفاعلاتهم في المدرسة.
- العمل: في بيئات العمل، يمكن أن تؤثر الهوية الاجتماعية على الديناميات بين الموظفين، مما يؤثر على التعاون والإنتاجية.
- السياسة: تلعب الهوية الاجتماعية دورًا في تشكيل المواقف السياسية والانتماءات الحزبية.

## الجوانب
نشأ مصطلح «نهج الهوية الاجتماعية» كمحاولة للتخفيف من الميل إلى الخلط بين النظريتين، بالإضافة إلى الميل للاعتقاد الخاطئ بأن إحدى النظريات هي جزء من الآخرى. وبدلاً من ذلك يجب التفكير في هذه النظريات على أنها متداخلة بالطريقة المبينة في الشكل (1). على الرغم من وجود أوجه شبه، فإن نظرية التصنيف الذاتي لها نطاق توضيحي أكبر (أي أقل تركيزًا على العلاقات بين المجموعات على وجه التحديد) وقد تم فيها تحقيق مجموعة أوسع من الظروف التجريبية. يمكن أيضًا اعتبار نظرية التصنيف الذاتي على أنها مطورة لمعالجة قيود نظرية الهوية الاجتماعية. وعلى وجه التحديد، الطريقة المحدودة التي تتعامل بها نظرية الهوية الاجتماعية مع العمليات المعرفية التي تدعم السلوك الذي تصفه.
على الرغم من أن هذا المصطلح قد يكون مفيدًا عند مقارنة الحركات النفسية الاجتماعية العريضة، عند تطبيق أي من النظريتين، يُعتقد أنه مفيد للتمييز بدقة بين النظريتين بطريقة يمكن بها الاحتفاظ بخصائصها المحددة.
لقد تم مقارنة نهج الهوية الاجتماعية مع نهج التماسك الاجتماعي عندما يتعلق الأمر بتعريف الفئات الاجتماعية، ويصف نهج الهوية الاجتماعية حالة الناس الذين يفكرون بأنفسهم وبالآخرين كمجموعة واحدة، يوجد ثلاث مفاهيم أساسية:
- أولًا: التصنيف الاجتماعي يعني أن الناس ينظمون المعلومات من خلال تصنيف الناس إلى مجموعات.
- ثانيًا: المقارنة الاجتماعية تعني أن الناس يعطون معنى لتلك الفئات لفهم مهمة المجموعة في الحالة المحددة.
- ثالثًا: التحديد الاجتماعي هو العملية التي يربط فيها الناس الذات بأحدى تلك الفئات.

## المجموعات الاجتماعية
فيما يتعلق بالعلاقة بين التحديد الاجتماعي ودوافع العمل، تم طرح العديد من المقترحات بشأن التأثيرات الظرفية، وقبول القائد وتعريف الذات للجماعة. وكنوع من التأثير الظرفي، البحث يقول أن الأفراد نُشِطُوا من خلال مواقف تتحدى إدراجهم في المجموعات. قبول القائد هو اقتراح آخر. إن ما يسمى بـ «تفضيل المواطنة» يعني أنه إذا اعتبر قائد الفريق كعضو في المجموعة، فسوف يعتبر أعضاء الفريق الآخر سلوكه جيد داخليًا بينما يعتبر سلوكه سيئًا من الخارج. من أجل التعريف الذاتي للجماعة، فإن قيمة المجموعة وكذلك الإيمان بالنجاح الحالي والمستقبلي أمر مهم. يرتبط ارتباطًا وثيقًا بتعريف الذات بالجماعة، وهو بناء آخر له تأثير على تطوير دافع المجموعة وبمعنى أوسع أيضًا على أداء المجموعة.